# Australian Open-mesterskabet i damedouble 2023
Australian Open-mesterskabet i damedouble 2023 er den 97. turnering om Australian Open-mesterskabet i damedouble. Turneringen er en del af Australian Open 2023 og bliver spillet i Melbourne Park i Melbourne, Victoria, Australien i perioden 19. - 29. januar 2023.
Mesterskabet blev vundet af topseedede Barbora Krejčíková og Kateřina Siniaková, som i finalen besejrede 10.-seedede Shuko Aoyama og Ena Shibahara med 6-4, 6-3 på en time og 24 minutter. Det tjekkiske par vandt dermed Australian Open-mesterskabet i damedouble for andet år i træk og anden gang i alt. Det var parrets syvende grand slam-titel i damedouble, og det var deres fjerde gang i træk, at de vandt en grand slam-turnering, der stillede op i (de gik glip af Roland-Garros 2022 på grund af en positiv COVID-19-test), og dermed nåede de op på 24 vundne kampe i træk på grand slam-niveau. Krejčíková og Siniaková blev det første par, der med held forsvarede damedoubletitlen ved Australian Open, siden Sara Errani og Roberta Vinci vandt turneringen to år i træk i 2013 og 2014. Shuko Aoyama og Ena Shibahara var i deres første grand slam-finale i damedouble og de første japanere i en damedouble-finale i Melbourne siden Ai Sugiyama i 2009.
Resultaterne medførte, at Kateřina Siniaková beholdt førstepladsen på WTA's verdensrangliste i double, som hun herefter havde siddet på i 83 uger.

## Pengepræmier og ranglistepoint
Den samlede præmiesum til spillerne i damedouble androg A$ 4.224.200 (ekskl. per diem), hvilket var en stigning på 3,0 % i forhold til året før.
| Resultat               | Pengepræmier | Pengepræmier | Ændring ift. 2022 | WTA-point |
| Resultat               | Pr. par      | Total        | Ændring ift. 2022 | WTA-point |
| ---------------------- | ------------ | ------------ | ----------------- | --------- |
| Vindere (1)            | A$ 695.000   | A$ 695.000   | +3,0 %            | 2.000     |
| Finalister (1)         | A$ 370.000   | A$ 370.000   | +2,8 %            | 1.300     |
| Semifinalister (2)     | A$ 210.000   | A$ 420.000   | +2,4 %            | 780       |
| Kvartfinalister (4)    | A$ 116.500   | A$ 466.000   | +3,1 %            | 430       |
| Tabere i 3. runde (8)  | A$ 67.250    | A$ 538.000   | +3,1 %            | 240       |
| Tabere i 2. runde (16) | A$ 46.500    | A$ 744.000   | +3,1 %            | 130       |
| Tabere i 1. runde (32) | A$ 30.975    | A$ 991.200   | +3,1 %            | 10        |
| Samlet præmiesum       | -            | A$ 4.224.200 | +3,0 %            | -         |

## Turnering

### Deltagere
Hovedturneringen havde deltagelse af 64 par, der var fordelt på:
- 57 direkte kvalificerede par i form af deres ranglisteplacering.
- 7 par, der havde modtaget et wildcard.

#### Seedede par
De 16 bedst placerede af parrene på WTA's verdensrangliste blev seedet:
| Seedning | Rang. | Spillere                              | Resultat        |
| -------- | ----- | ------------------------------------- | --------------- |
| 1        | 3     | Barbora Krejčíková Kateřina Siniaková | Mestre          |
| 2        | 10    | Coco Gauff Jessica Pegula             | Semifinalister  |
| 3        | 15    | Gabriela Dabrowski Giuliana Olmos     | Tredje runde    |
| 4        | 17    | Storm Hunter Elise Mertens            | Kvartfinalister |
| 5        | 20    | Ljudmyla Kitjenok Jeļena Ostapenko    | Første runde    |
| 6        | 34    | Desirae Krawczyk Demi Schuurs         | Kvartfinalister |
| 7        | 43    | Beatriz Haddad Maia Zhang Shuai       | Anden runde     |
| 8        | 43    | Anna Danilina Sania Mirza             | Anden runde     |
| 9        | 39    | Nicole Melichar-Martinez Ellen Perez  | Anden runde     |
| 10       | 45    | Shuko Aoyama Ena Shibahara            | Finalister      |
| 11       | 50    | Chan Hao-Ching Yang Zhaoxuan          | Kvartfinalister |
| 12       | 50    | Asia Muhammad Taylor Townsend         | Anden runde     |
| 13       | 60    | Kirsten Flipkens Laura Siegemund      | Første runde    |
| 14       | 62    | Alicja Rosolska Erin Routliffe        | Første runde    |
| 15       | 68    | Catherine McNally Luisa Stefani       | Meldte afbud    |
| 16       | 77    | Miyu Kato Aldila Sutjiadi             | Tredje runde    |

#### Wildcards
Syv par modtog et wildcard til hovedturneringen.
| Par                               | Resultat     |
| --------------------------------- | ------------ |
| Alexandra Bozovic Lizette Cabrera | Første runde |
| Alizé Cornet Samantha Stosur      | Første runde |
| Jaimee Fourlis Astra Sharma       | Første runde |
| Olivia Gadecki Priscilla Hon      | Anden runde  |
| Talia Gibson Olivia Tjandramulia  | Første runde |
| Petra Hule Arina Rodionova        | Første runde |
| Moyuka Uchijima Wang Xinyu        | Anden runde  |

### Resultater

#### Kvartfinaler, semifinaler og finale
| Barbora Krejčíková |
| Kateřina Siniaková |

| Desirae Krawczyk |
| Demi Schuurs     |

| Barbora Krejčíková |
| Kateřina Siniaková |

| Storm Hunter  |
| Elise Mertens |

| Marta Kostjuk       |
| Elena-Gabriela Ruse |

| Marta Kostjuk       |
| Elena-Gabriela Ruse |

| Barbora Krejčíková |
| Kateřina Siniaková |

| Shuko Aoyama  |
| Ena Shibahara |

| Shuko Aoyama  |
| Ena Shibahara |

| Caroline Dolehide |
| Anna Kalinskaja   |

| Shuko Aoyama  |
| Ena Shibahara |

| Chan Hao-Ching |
| Yang Zhaoxuan  |

| Coco Gauff     |
| Jessica Pegula |

| Coco Gauff     |
| Jessica Pegula |

#### Første, anden og tredje runde
| Barbora Krejčíková |
| Kateřina Siniaková |

| Ulrikke Eikeri     |
| Catherine Harrison |

| Barbora Krejčíková |
| Kateřina Siniaková |

| Linda Fruhvirtová     |
| Alison Riske-Amritraj |

| Linda Fruhvirtová     |
| Alison Riske-Amritraj |

| Natela Dzalamidze |
| Aleksandra Panova |

| Barbora Krejčíková |
| Kateřina Siniaková |

| Oksana Kalasjnikova |
| Alycia Parks        |

| Oksana Kalasjnikova |
| Alycia Parks        |

| Jasmine Paolini  |
| Martina Trevisan |

| Oksana Kalasjnikova |
| Alycia Parks        |

| Jaimee Fourlis |
| Astra Sharma   |

| Claire Liu         |
| Sabrina Santamaria |

| Claire Liu         |
| Sabrina Santamaria |

| Asia Muhammad   |
| Taylor Townsend |

| Nadia Podoroska |
| Mayar Sherif    |

| Asia Muhammad   |
| Taylor Townsend |

| Tereza Mihalíková     |
| Aljaksandra Sasnovitj |

| Tereza Mihalíková     |
| Aljaksandra Sasnovitj |

| Han Xinyun       |
| Lidzija Marozava |

| Tereza Mihalíková     |
| Aljaksandra Sasnovitj |

| Olivia Gadecki |
| Priscilla Hon  |

| Desirae Krawczyk |
| Demi Schuurs     |

| Ana Bogdan    |
| Tatjana Maria |

| Olivia Gadecki |
| Priscilla Hon  |

| Petra Hule      |
| Arina Rodionova |

| Desirae Krawczyk |
| Demi Schuurs     |

| Desirae Krawczyk |
| Demi Schuurs     |

| Storm Hunter  |
| Elise Mertens |

| Veronika Kudermetova |
| Ljudmila Samsonova   |

| Storm Hunter  |
| Elise Mertens |

| Tímea Babos         |
| Kristina Mladenovic |

| Tímea Babos         |
| Kristina Mladenovic |

| Aliona Bolsova |
| Panna Udvardy  |

| Storm Hunter  |
| Elise Mertens |

| Jaqueline Cristian |
| Tamara Korpatsch   |

| Viktorija Golubic |
| Monica Niculescu  |

| Viktorija Golubic |
| Monica Niculescu  |

| Viktorija Golubic |
| Monica Niculescu  |

| Anna Bondár  |
| Greet Minnen |

| Anna Bondár  |
| Greet Minnen |

| Alicja Rosolska |
| Erin Routliffe  |

| Nicole Melichar-Martinez |
| Ellen Perez              |

| Jekaterina Aleksandrova |
| Vivian Heisen           |

| Nicole Melichar-Martinez |
| Ellen Perez              |

| Danielle Collins |
| Heather Watson   |

| Marta Kostjuk       |
| Elena-Gabriela Ruse |

| Marta Kostjuk       |
| Elena-Gabriela Ruse |

| Marta Kostjuk       |
| Elena-Gabriela Ruse |

| Alicia Barnett  |
| Olivia Nicholls |

| Miriam Kolodziejová |
| Markéta Vondroušová |

| Miriam Kolodziejová |
| Markéta Vondroušová |

| Miriam Kolodziejová |
| Markéta Vondroušová |

| Leylah Fernandez      |
| Bethanie Mattek-Sands |

| Beatriz Haddad Maia |
| Zhang Shuai         |

| Beatriz Haddad Maia |
| Zhang Shuai         |

| Ljudmyla Kitjenok |
| Jeļena Ostapenko  |

| A. Pavljutjenkova |
| Jelena Rybakina   |

| A. Pavljutjenkova |
| Jelena Rybakina   |

| Lucia Bronzetti        |
| Elisabetta Cocciaretto |

| Latisha Chan   |
| Alexa Guarachi |

| Latisha Chan   |
| Alexa Guarachi |

| A. Pavljutjenkova |
| Jelena Rybakina   |

| Alexandra Bozovic |
| Lizette Cabrera   |

| Shuko Aoyama  |
| Ena Shibahara |

| Nadiia Kitjenok      |
| Kimberley Zimmermann |

| Nadiia Kitjenok      |
| Kimberley Zimmermann |

| Magda Linette |
| Wang Xiyu     |

| Shuko Aoyama  |
| Ena Shibahara |

| Shuko Aoyama  |
| Ena Shibahara |

| Kirsten Flipkens |
| Laura Siegemund  |

| Anastasija Potapova |
| Jana Sizikova       |

| Anastasija Potapova |
| Jana Sizikova       |

| Caroline Dolehide |
| Anna Kalinskaja   |

| Caroline Dolehide |
| Anna Kalinskaja   |

| Anna Blinkova |
| Zhu Lin       |

| Caroline Dolehide |
| Anna Kalinskaja   |

| Belinda Bencic |
| Jil Teichmann  |

| Gabriela Dabrowski |
| Giuliana Olmos     |

| Madison Brengle |
| Rebecca Marino  |

| Belinda Bencic |
| Jil Teichmann  |

| Irina-Camelia Begu |
| Shelby Rogers      |

| Gabriela Dabrowski |
| Giuliana Olmos     |

| Gabriela Dabrowski |
| Giuliana Olmos     |

| Anna Danilina |
| Sania Mirza   |

| Dalma Gálfi   |
| Bernarda Pera |

| Anna Danilina |
| Sania Mirza   |

| Eri Hozumi      |
| Tamara Zidanšek |

| Anhelina Kalinina   |
| Alison Van Uytvanck |

| Anhelina Kalinina   |
| Alison Van Uytvanck |

| Anhelina Kalinina   |
| Alison Van Uytvanck |

| Cristina Bucșa  |
| Makoto Ninomiya |

| Chan Hao-Ching |
| Yang Zhaoxuan  |

| Sofia Kenin       |
| Julija Putintseva |

| Cristina Bucșa  |
| Makoto Ninomiya |

| Alizé Cornet    |
| Samantha Stosur |

| Chan Hao-Ching |
| Yang Zhaoxuan  |

| Chan Hao-Ching |
| Yang Zhaoxuan  |

| Miyu Kato       |
| Aldila Sutjiadi |

| Kaitlyn Christian |
| Danka Kovinić     |

| Miyu Kato       |
| Aldila Sutjiadi |

| Marie Bouzková |
| Camila Osorio  |

| Marie Bouzková |
| Camila Osorio  |

| Sophie Chang   |
| Angela Kulikov |

| Miyu Kato       |
| Aldila Sutjiadi |

| Moyuka Uchijima |
| Wang Xinyu      |

| Coco Gauff     |
| Jessica Pegula |

| Talia Gibson        |
| Olivia Tjandramulia |

| Moyuka Uchijima |
| Wang Xinyu      |

| Tereza Martincová |
| Donna Vekić       |

| Coco Gauff     |
| Jessica Pegula |

| Coco Gauff     |
| Jessica Pegula |